# Филиппи, Алессия
Алессия Филиппи — (итал. Alessia Filippi; род. 23 июня 1987 года, Рим, Италия) итальянская пловчиха. Специализируется в плавании вольным стилем на средних дистанциях (400, 800, и 1500 метров), также 200 и 400 комплексным плаванием.
Она выиграла золотую медаль в заплыве на 1500 метров на Чемпионате мира в Риме 2009 года. Обладательница серебряной медали Олимпийских игр 2012 года в заплыве на 800 метров вольным стилем.

## Личный рекорд
- 800 метров вольным стилем: 8.17,21
- 1500 метров вольным стилем: 15.44,93
- 200 комплексным плаванием: 2.11,25
- 400 комплексным плаванием: 4.34,34
[3]